# Auterive (Alto Garona)
Auterive é uma comuna francesa na região administrativa da Occitânia, no departamento do Alto Garona. Estende-se por uma área de 36.54 km², com 9.869 habitantes, segundo o censo de 2018, com uma densidade de 270 hab/km².